# 2000 AD (périodique)
Pour les articles homonymes, voir 2000 A.D..
2000 AD est un hebdomadaire britannique de bande dessinée publiant principalement de la science-fiction. Il a été fondé en 1977 par Pat Mills, John Wagner et Kelvin Gosnell de IPC Magazines. Il rassemble plusieurs bandes dessinées, dont le célèbre Judge Dredd de Mike McMahon ou encore Sláine de Pat Mills. Les histoires violentes de ces anti-héros passionnent les adolescents anglais.
Plusieurs scénaristes et dessinateurs de 2000 AD ont par la suite fait une carrière importante d'auteurs de bandes dessinées, souvent pour les grands éditeurs de comics américains : Alan Moore, Neil Gaiman, Brian Bolland, Pat Mills, Bryan Talbot, Dan Abnett, Chris Cunningham (devenu célèbre comme vidéo-plasticien), Warren Ellis, Garth Ennis, Mark Millar, Peter Milligan, Grant Morrison, Kevin O'Neill, etc.

## Auteurs de 2000AD
- Mike McMahon (Judge Dredd)
- John Ridgway (Judge Dredd, The Dead Man, Strontium Dog, Vector 13 )
- Steve Yeowell (Zenith)
- Alan Moore & Alan Davis (D.R. and Quinch)
- Glenn Fabry (Sláine, Judge Dredd, Plastic Surgeon)
- Kev Walker (Judge Dredd, ABC Warriors, Rogue Trooper, Mercy Heights, Tor Cyan)
- Simon Bisley (Sláine)
- Carlos Ezquerra (Judge Dredd, Strontium Dog, Fiends of the Eastern Front, Janus: Psi-Division, Starlord…)
- Henry Flint (Sinister Dexter, Judge Dredd, Deadlock, Shakara, Tharg the Mighty, ABC Warriors, Low Life, The V.C.s, Nikolai Dante)
- Dave Gibbons (Judge Dredd, Harlem Heroes, Ro-Busters, Dan Dare, Rogue Trooper, Tharg’s Future Shocks)
- Ian Gibson (Judge Dredd, Robo-Hunter, Walter the Wobot, )
- Trevor Hairsine (Judge Dredd)
- Jamie Hewlett
- Frazer Irving (Sinister Dexter, Necronauts)
- Jock (Judge Dredd, Lenny Zero, Tor Cyan)
- Will Simpson
- Richard Starkings
- Arthur Ranson (Judge Dredd, Judge Cassandra Anderson)
- Barry Mitchell
- Brian Lewis
- Brian Bolland (Judge Cassandra Anderson)
- Cam Kennedy (Judge Dredd, Rogue Trooper, The V.C.s)
- Brendan McCarthy (Dan Dare)
- Barry Kitson
- Brian Williamson
- Calum Alexander Watt
- Adrian Salmon
- Ben Willsher
- Ben Oliver
- Steve Yeowell
- Kevin O'Neill
- Jason Brashill
- Simon B Davis
- Ashley Wood
- Greg Staples
- Paolo Parente
- John Charles
- Steve Cook
- Duncan Fegredo
- Simon Fraser
- Trevor Hairsine
- Mark Harrison
- Anthony Williams
- Andy Clarke
- Boo Cook
- Brendan McCarthy
- Brett Ewins
- Colin Wilson (Judge Dredd)

## Adaptations

### Jeu vidéo
Les jeux vidéo 2000 AD regroupent tous les jeux vidéo adaptés des différentes histoires ou héros du périodique 2000 AD, comme Strontium Dog, Rogue Trooper, Judge Dredd, Nemesis the Warlock ou Sláine. Cette série débute en 1984 sur ordinateurs personnels, et connait régulièrement des jeux sur consoles toutes générations confondues, sur PC, mais aussi sur mobile,.